# The Business
The Business — англійський Oi!/панк-рок-гурт, заснований 1979 року у Луїшемі, Лондон. Альбом «Suburban Rebels» у рамках руху Oi! вважається класичним. Пісня «England 5 - Germany 1» (на честь результату матчу з кваліфікації на Чемпіонат світу з футболу 2002) стала футбольним гімном Англії.

## Дискографія

### Студійні альбоми
- Suburban Rebels (1983)
- 1980-81 — Official Bootleg (1983) #17 UK Indie Charts
- Saturday’s Heroes (1985)
- Welcome To The Real World (1988)
- Keep The Faith (1994)
- The Truth, The Whole Truth And Nothing But The Truth (1997)
- No Mercy For You (2001)
- Under The Influence (2003)
- Hardcore Hooligan (2003)
- Doing The Business (2010)

### Збірки
- Harry May (2002)
- Hell 2 Pay" (2002)
- The Complete Singles Collection (2001)
- Oi, It’s Our Business: The Best of The Business (2001)
- Smash the Discos/Loud, Proud and Punk (Live) (2001)
- Mob Mentality (2000)
- Live (1999)
- Loud, Proud and Oi! (1996)
- Death II Dance (1996)
- The Best of The Business: 28 Classic Oi Anthems… (1993)

| Валторна | Це незавершена стаття про музичний колектив. Ви можете допомогти проєкту, виправивши або дописавши її. |